# مرال
مرال یا گوزن قرمز هیرکانی (نام علمی: Cervus elaphus maral)، یکی از شرقی‌ترین زیرگونه‌های گوزن قرمز است. در مناطق بین دریای سیاه و دریای کاسپی است که در برگیرندهٔ مناطق کریمه و آسیای صغیر و همچنین در امتداد منطقه دریای کاسپی ایران، کوه‌های تالش (اسالم، آستارا، فومن) و در جنگل‌های هیرکانی زندگی می‌کنند.
گوزن قرمز هیرکانی گاهی به عنوان گوزن نجیب یا گوزن قرمز شرقی شناخته و نامیده می‌شود.

## طبقه‌بندی
گوزن قرمز هیرکانی یکی از زیرگونه‌های گوزن قرمز است.

## ویژگی‌های ریخت‌شناسی
گوزن قرمز هیرکانی حدود ۱۸۰ سانتی‌متر قد دارد و وزن‌اش می‌تواند بین ۲۵۰ تا ۵۰۰ کیلوگرم باشد.
طول شاخ آنها در حدود ۱۲۰ سانتی‌متر و قطر و ابعاد آن در حدود ۱۵۰ میلی‌متر است.
رنگ آنها خاکستری تیره است، ولی در تابستان رنگ آنها قهوه‌ای تیره است.
در اواخر زمستان شاخ آنها می‌افتد و شاخ‌های جدیدشان در اواخر تابستان به رشد کامل خود می‌رسند.
در اواسط بهار فقط یک و گاهی دو نوزاد متولد می‌شوند. رنگ بچه‌ها قهوه‌ای مایل به قرمز است با خال‌های سفید.

## اکولوژی و رفتار
گوزن قرمز هیرکانی یک جانور اجتماعی است و عمدتاً شب‌گرد است. هنگام شب مناطق باز و بدون درخت را برای چریدن انتخاب کرده و صبح‌ها به مناطق انبوه جنگلی می‌روند. گیاهخوار و نشخوار کننده اند، حس بویایی و شنوایی به نسبت قوی دارند و به خوبی شنا می‌کنند. به صورت اجتماعی زندگی کرده، نرهای بالغ گروهه ای جداگانه‌ای برای خود تشکیل می‌دهند و تنها در فصل زادآوری با ماده‌ها هستند. در هر گله طبقات اجتماعی مختلفی وجود دارد که از راه کنشی که با دیگران به وسیله شاخ زدن و لگد زدن دارند مشخص می‌شود. از علف‌ها، میوه‌ها، قارچ‌ها و نیز سرشاخه درختان و درختچه‌ها تغذیه می‌کنند.

## اهلی کردن
گوزن قرمز هیرکانی در حال حاضر اهلی شده است. مرال در فرهنگ مردم تالش (طالشان شمالی و جنوبی) جایگاه ویژه ای در قصه‌ها و اشعار این مردم دارد و به نقل از برخی کتابهای تاریخی نظیر منم تیمور جهان‌گشای تیمور لنگ، آورده شده که طالشان برخلاف سایرین مردم که اسب سواری می‌کردند؛ بر مرال سوار می‌شدند.

## تهدیدها
در روسیه از سال ۱۹۳۰ گوزن‌ها را برای شاخ‌های مخملی‌شان شکار می‌کردند، در گذشته برخی از کشورهای آسیایی متقاضی شاخ‌های مخملی بودند و شوروی سابق پرورشگاه‌ها و کشتارگاه‌های سازمان‌یافتهٔ گوزن داشته. شکار توسط انسان‌ها به عنوان علت کاهش جمعیت گوزن‌ها شناخته شده است. تعداد تقریبی گوزن‌های قرمز کاسپی در شرق گرجستان از ۲۵۰۰ راس در سال ۱۹۸۵ به ۸۸۰ راس گوزن در سال ۱۹۹۴ کاهش یافته است.
شکارچیان طبیعی آنها شامل پلنگها و به میزان کمتر گرگها و خرس‌های قهوه‌ای می‌باشند.
درگذشته آنها نیز توسط ببرها شکار می‌شدند اما در حال حاضر ببر هیرکانی یا ببر مازندران منقرض شده است.